# Korșaciîna, Bilopillea
Korșaciîna (în ucraineană Коршачина) este localitatea de reședință a comunei Korșaciîna din raionul Bilopillea, regiunea Sumî, Ucraina.

## Demografie
Componența lingvistică a localității Korșaciîna
     Ucraineană (95,39%)
     Rusă (3,81%)
Conform recensământului din 2001, majoritatea populației localității Korșaciîna era vorbitoare de ucraineană (95,39%), existând în minoritate și vorbitori de rusă (3,81%).